# Eva von Isenburg
Eva von Isenburg, död 1531, var från 1486 regerande furstlig abbedissa av det självständiga klosterstiftet Reichsstift Thorn och därmed monark inom det Tysk-Romerska Riket. 
Eva von Isenburg var dotter till Gerlach II von Isenburg-Grenzau och Hildgard von Sirck av Meinsberg och Frauenberg. Hon valdes till ämbetet som abbedissa och efterträdare till Gertrudis de Sombreffe 1486, men hennes position ifrågasattes av Amalia van Rennenberg, som ställde upp som hennes motkandidat med stöd av sin bror greve Willem van Rennenberg, och attackerade stiftet. Detta utvecklade sig till en tronstrid, där Isenberg stöddes av kejsar Maximillian, som 1494 och 1499 förklarade stiftet under sitt beskydd. Freden 1502 bekräftade henne som ensam regent. Hennes regeringstid var dock fylld av missnöje över hennes höga skatter och vad som ansågs vara hennes omoraliska uppträdande. Hon avled 1531 och efterträddes av Margareta IV van Brederode. 